# Хелсингборг
Хелсингборг (швед. Helsingborg) је један од великих градова у Шведској, у јужном делу државе. Град је у оквиру Сканског округа, где је други град по величини и значају. Хелсингборг је истовремено и седиште истоимене општине.
Хелсингборг је највећи град у Шведској, који истовремено није и седиште округа.

## Географија
Хелсингборг се налази у јужном делу Шведске и Скандинавског полуострва. Од главног града државе, Стокхолма, град је удаљен 550 км југозападно. Од првог већег града, Малмеа, град се налази 65 км северно.
Рељеф: Хелсингборг се развио на најужем месту Ересундског пролаза, мореуза између Северног и Балтичког мора. Градско подручје је бреговито, а надморска висина се креће 0-45 м.
Клима у Хелсингборгу је континентална са утицајем мора и крајњих огранака Голфске струје. Стога су зиме блаже, а лета свежија у односу на дату географску ширину.
Воде: Хелсингборг се развио на месту Ересундског пролаза, мореуза између Северног (тачније залива Категата) и Балтичког мора. Град је удаљен је од данског града Хелсингера 4 km, до кога је сваких двадесет минута могућ превоз бродом.

## Историја
Хелсингборг је основан 1086. године, али је градско подручје било насеље још у време праисторије. Као је град основан у 11. веку, то га чини једним од најстаријих градова Скандинавије. Верује се да је само градско подручје било насељено већ крајем 10. века.
Прве грађевине Хелсингборга биле су три цркве: Црква светог Клемента, Црква светог Петра и Црква светог Олаја. У 12. веку саграђен је градски замак и око њега округли торањ, чији су зидови имали дубину од 4 m. У 14. веку људи су почели се насељавају на самој обали. Тада је подигнута Црква свете Марије и градски дворац се преградио у тврђаву, високу 35 m, која и дан-данас постоји (рестаурирана 1893-1894. године). Хелсингборг је у ово време био један од значајнијих градова Данске.
1332. године шведски краљ Магнус Ериксон заузео је Хелсингборг и дао га у залог за 34.000 марака сребра. У 17. и 18. веку град је веома оштећен и велики део становништва је избегао у данско-шведским ратовима. 1658. године Хелсингборг је коначно припао Шведској. Данци су затим неколико пута покушали да заузму град, али без успеха. Ово време је прожето ратним стањем, ширењем шведског утицаја и економске стагнације, па је Хелсингборг 1770. године имао само 1.300 становника. Међутим, у другој половини 19. века Хелсингборг почиње да се брзо опоравља.

## Становништво
Хелсингборг је данас град средње величине за шведске услове. Град има око 97.000 становника (податак из 2010. г.), а градско подручје, тј. истоимена општина има око 131.000 становника (податак из 2010. г.). Последњих деценија број становника у граду брзо расте за месне услове.
До средине 20. века Хелсингборг су насељавали искључиво етнички Швеђани. Међутим, са јачањем усељавања у Шведску, становништво Хелсингборга је постало знатно шароликије. Данас је Хелсингборг прави вишенационални град. По проценама у граду живи више од 10 хиљада људи са простора Југославије, нарочито много из Србије (око 9 хиљада). Бројни су и Ирачани и Пољаци.

## Привреда
Данас је Хелсингборг савремени град са посебно развијеном индустријом. Последње две деценије посебно се развијају трговина, услуге и туризам.
Град је веома важно саобраћајно чвориште у Скандинавији. У њему је друга по величини лука у Шведској. Превоз преко Ересундског мореуза такође има значајну улогу.

## Градови побратими
| Данска                    | Хелсингер, Данска            |
| Естонија                  | Пјарну, Естонија             |
| Хрватска                  | Дубровник, Хрватска          |
| Сједињене Америчке Државе | Александрија, Вирџинија, САД |

## Галерија
- Градски дворац
- Стари део Хелсингборга
- Богородичина црква
- Градско позориште
- Кулгатан, градска пешачка улица
- Трг Тихо Брахеа
- Градско приобаље
- Хелсингборг, обала